# 境節
境 節（さかい せつ、1932年5月2日 - 2022年1月13日）は、日本の女性詩人。

## 人物・来歴
岡山県生まれ。本名・松本道子。法政大学通信教育部卒。「黄薔薇」編集同人、「どぅるかまら」同人。2004年詩集『道』で中四国詩人賞、2006年『薔薇のはなびら』で富田砕花賞受賞。

## 著書
- 『夢へ 境節詩集』「黄薔薇」社, 1977.8
- 『呼び出す声』編集工房ノア, 1983.8
- 『ひしめくものたち 境節詩集』思潮社, 1987.1
- 『鳥は飛んだ』思潮社, 1992.8
- 『スマイル N先生に』思潮社, 1997.6
- 『ソウルの空 詩集』思潮社, 2000.8
- 『道』思潮社, 2003.7
- 『薔薇のはなびら』思潮社, 2006.6
- 『十三さいの夏』思潮社, 2009.7
- 『歩く』思潮社, 2012.6
- 『境節詩集』(現代詩文庫) 思潮社, 2015.8
- 『空へ』思潮社, 2018.5